# Litochrus minutus
Litochrus minutus là một loài bọ cánh cứng trong họ Phalacridae. Loài này được Hisamatsu miêu tả khoa học năm 1985.